# WTA Tour 1981
Die WTA Tour 1981 (offiziell: Avon Championships Circuit und Toyota Series) war der 11. Jahrgang der Damentennis-Turnierserie, die von der Women’s Tennis Association ausgetragen wird. Sie umfasste 47 Turniere.
Der Teamwettbewerb Federation Cup wird wie die Grand-Slam-Turniere nicht von der WTA, sondern von der ITF organisiert. Er wird dennoch aufgeführt, da die Spitzenspielerinnen auch dort in der Regel spielen.

## Turnierplan
| Kategorie                  |
| -------------------------- |
| Grand Slam                 |
| Tour Championships         |
| Avon Championships Circuit |
| Toyota Series              |
| Non-Tour Events            |

| Sonstige       |
| -------------- |
| Federation Cup |

### Erklärungen
Die Zeichenfolge von z. B. 128E/96Q/64D/32M hat folgende Bedeutung:

128E = 128 Spielerinnen spielen im Einzel

96Q = 96 Spielerinnen spielen die Qualifikation

64D = 64 Paarungen spielen im Doppel

32M = 32 Paarungen spielen im Mixed

### Januar
| Datum 1 | Turnier | Siegerin                        | Finalgegnerin                   | Ergebnis      |
| ------- | --- | ------------------------------- | ------------------------------- | ------------- |
| 05.01.  | Colgate Series Championships Landover, Vereinigte Staaten Masters – 250.000 $ Teppich (Halle)                            | Tracy Austin                    | Andrea Jaeger                   | 6:2, 6:2      |
| 05.01.  | Colgate Series Championships Landover, Vereinigte Staaten Masters – 250.000 $ Teppich (Halle)                            | Rosie Casals Wendy Turnbull     | Paula Smith Candy Reynolds      | 6:3, 4:6, 7:6 |
| 12.01.  | Avon Championships of Kansas City Kansas City, Vereinigte Staaten Avon Championships Circuit – 150.000 $ Teppich (Halle) | Andrea Jaeger                   | Martina Navratilova             | 3:6, 6:3, 7:5 |
| 12.01.  | Avon Championships of Kansas City Kansas City, Vereinigte Staaten Avon Championships Circuit – 150.000 $ Teppich (Halle) | Barbara Potter Sharon Walsh     | Rosie Casals Wendy Turnbull     | 6:2, 7:6      |
| 19.01.  | Avon Championships of Cincinnati Cincinnati, Vereinigte Staaten Avon Championships Circuit – 150.000 $ Teppich (Halle)   | Martina Navratilova             | Sylvia Hanika                   | 6:2, 6:4      |
| 19.01.  | Avon Championships of Cincinnati Cincinnati, Vereinigte Staaten Avon Championships Circuit – 150.000 $ Teppich (Halle)   | Kathy Jordan Anne Smith         | Martina Navratilova Pam Shriver | 1:6, 6:3, 6:3 |
| 25.01.  | Avon Championships of Chicago Chicago, Vereinigte Staaten Avon Championships Circuit – 200.000 $ Teppich (Halle)         | Martina Navratilova             | Hana Mandlíková                 | 6:4, 6:2      |
| 25.01.  | Avon Championships of Chicago Chicago, Vereinigte Staaten Avon Championships Circuit – 200.000 $ Teppich (Halle)         | Martina Navratilova Pam Shriver | Barbara Potter Sharon Walsh     | 6:3, 6:1      |

### Februar
| Datum 1 | Turnier | Siegerin                              | Finalgegnerin                     | Ergebnis      |
| ------- | --- | ------------------------------------- | --------------------------------- | ------------- |
| 02.02.  | Avon Championships of Detroit Detroit, Vereinigte Staaten Avon Championships Circuit – 150.000 $ Teppich (Halle)              | Leslie Allen                          | Hana Mandlíková                   | 6:4, 6:4      |
| 02.02.  | Avon Championships of Detroit Detroit, Vereinigte Staaten Avon Championships Circuit – 150.000 $ Teppich (Halle)              | Rosie Casals Wendy Turnbull           | Hana Mandlíková Betty Stöve       | 6:4, 6:2      |
| 09.02.  | Avon Championships of California Oakland, Vereinigte Staaten Avon Championships Circuit – 150.000 $ Teppich (Halle) – 32E/15D | Andrea Jaeger                         | Virginia Wade                     | 6:3, 6:1      |
| 09.02.  | Avon Championships of California Oakland, Vereinigte Staaten Avon Championships Circuit – 150.000 $ Teppich (Halle) – 32E/15D | Rosie Casals Wendy Turnbull           | Martina Navratilova Virginia Wade | 6:1, 6:4      |
| 16.02.  | Avon Championships of Houston Houston, Vereinigte Staaten Avon Championships Circuit – 100.000 $ Teppich (Halle)              | Hana Mandlíková                       | Bettina Bunge                     | 6:4, 6:4      |
| 16.02.  | Avon Championships of Houston Houston, Vereinigte Staaten Avon Championships Circuit – 100.000 $ Teppich (Halle)              | Sue Barker Ann Kiyomura               | Regina Maršíková Mary-Lou Piatek  | 5:7, 6:4, 6:3 |
| 16.02.  | Avon Futures of Nashville Nashville, Vereinigte Staaten Avon Championships Circuit – 30.000 $ Teppich (Halle)                 | Susan Leo                             | Kim Sands                         | 7:6, 6:3      |
| 16.02.  | Avon Futures of Nashville Nashville, Vereinigte Staaten Avon Championships Circuit – 30.000 $ Teppich (Halle)                 | Marcella Mesker Christiane Jolissaint | Marjorie Blackwood Susan Leo      | 6:3, 6:3      |
| 23.02.  | Avon Championships of Seattle Seattle, Vereinigte Staaten Avon Championships Circuit – 150.000 $ Teppich (Halle)              | Sylvia Hanika                         | Barbara Potter                    | 6:2, 6:1      |
| 23.02.  | Avon Championships of Seattle Seattle, Vereinigte Staaten Avon Championships Circuit – 150.000 $ Teppich (Halle)              | Rosie Casals Wendy Turnbull           | Sue Barker Ann Kiyomura           | 6:1, 6:4      |

### März
| Datum 1 | Turnier | Siegerin                        | Finalgegnerin                  | Ergebnis      |
| ------- | --- | ------------------------------- | ------------------------------ | ------------- |
| 02.03.  | Avon Championships of Los Angeles Los Angeles, Vereinigte Staaten Avon Championships Circuit – 150.000 $ Teppich (Halle) | Martina Navratilova             | Andrea Jaeger                  | 6:4, 6:0      |
| 02.03.  | Avon Championships of Los Angeles Los Angeles, Vereinigte Staaten Avon Championships Circuit – 150.000 $ Teppich (Halle) | Susan Leo Kim Sands             | Peanut Louie Marita Redondo    | 6:1, 4:6, 6:1 |
| 09.03.  | Avon Championships of Dallas Dallas, Vereinigte Staaten Avon Championships Circuit – 200.000 $ Teppich (Halle)           | Martina Navratilova             | Pam Shriver                    | 6:2, 6:4      |
| 09.03.  | Avon Championships of Dallas Dallas, Vereinigte Staaten Avon Championships Circuit – 200.000 $ Teppich (Halle)           | Martina Navratilova Pam Shriver | Kathy Jordan Anne Smith        | 7:5, 6:4      |
| 16.03.  | Avon Championships of Boston Boston, Vereinigte Staaten Avon Championships Circuit – 150.000 $ Teppich (Halle)           | Chris Evert-Lloyd               | Mima Jaušovec                  | 6:4, 6:4      |
| 16.03.  | Avon Championships of Boston Boston, Vereinigte Staaten Avon Championships Circuit – 150.000 $ Teppich (Halle)           | Barbara Potter Sharon Walsh     | JoAnne Russell Virginia Ruzici | 6:7, 6:4, 6:3 |
| 23.03.  | Avon Circuit Championships New York, Vereinigte Staaten Masters – 300.000 $ Teppich (Halle)                              | Martina Navratilova             | Andrea Jaeger                  | 6:3, 7:6      |
| 23.03.  | Avon Circuit Championships New York, Vereinigte Staaten Masters – 300.000 $ Teppich (Halle)                              | Martina Navratilova Pam Shriver | Barbara Potter Sharon Walsh    | 6:0, 7:6      |

### April
| Datum 1 | Turnier                                                                                         | Siegerin                        | Finalgegnerin                  | Ergebnis      |
| ------- | ----------------------------------------------------------------------------------------------- | ------------------------------- | ------------------------------ | ------------- |
| 04.04.  | Clairol Crown Carlsbad, Vereinigte Staaten Non-Tour Event – 200.000 $ Hartplatz                 | Chris Evert-Lloyd               | Hana Mandlíková                | 6:4, 6:3      |
| 06.04.  | Family Circle Cup Hilton Head, Vereinigte Staaten Toyota Series – 150.000 $ Sandplatz           | Chris Evert-Lloyd               | Pam Shriver                    | 6:3, 6:2      |
| 06.04.  | Family Circle Cup Hilton Head, Vereinigte Staaten Toyota Series – 150.000 $ Sandplatz           | Rosie Casals Wendy Turnbull     | Mima Jaušovec Pam Shriver      | 7:5, 7:5      |
| 20.04.  | Murjani WTA Championships Amelia Island, Vereinigte Staaten Toyota Series – 250.000 $ Sandplatz | Chris Evert-Lloyd               | Martina Navratilova            | 6:0, 6:0      |
| 20.04.  | Murjani WTA Championships Amelia Island, Vereinigte Staaten Toyota Series – 250.000 $ Sandplatz | Kathy Jordan Paula Smith        | JoAnne Russell Virginia Ruzici | 6:3, 5:7, 7:6 |
| 27.04.  | United Airlines Tournament Haines City, Vereinigte Staaten Toyota Series – 200.000 $ Sandplatz  | Martina Navratilova             | Andrea Jaeger                  | 7:5, 6:3      |
| 27.04.  | United Airlines Tournament Haines City, Vereinigte Staaten Toyota Series – 200.000 $ Sandplatz  | Martina Navratilova Pam Shriver | Rosie Casals Wendy Turnbull    | 6:1, 7:6      |

### Mai
| Datum 1 | Turnier                                                                                   | Sieger(in)                     | Finalgegner(in)                   | Ergebnis      |
| ------- | ----------------------------------------------------------------------------------------- | ------------------------------ | --------------------------------- | ------------- |
| 04.05.  | Italian Open Perugia, Italien Toyota Series – 100.000 $ Sandplatz                         | Chris Evert-Lloyd              | Virginia Ruzici                   | 6:1, 6:2      |
| 04.05.  | Italian Open Perugia, Italien Toyota Series – 100.000 $ Sandplatz                         | Candy Reynolds Paula Smith     | Chris Evert-Lloyd Virginia Ruzici | 7:5, 6:1      |
| 04.05.  | Bridgestone Doubles Tokio, Japan Toyota Series – 150.000 $ Teppich (Halle)                | Sue Barker Ann Kiyomura        | Barbara Potter Sharon Walsh       | 7:5, 6:2      |
| 11.05.  | Toyota Swiss Open Lugano, Schweiz Toyota Series – 100.000 $ Sandplatz                     | Chris Evert-Lloyd              | Virginia Ruzici                   | 6:1, 6:1      |
| 11.05.  | Toyota Swiss Open Lugano, Schweiz Toyota Series – 100.000 $ Sandplatz                     | Rosalyn Fairbank Tanya Harford | Candy Reynolds Paula Smith        | 2:6, 6:1, 6:4 |
| 18.05.  | German Open Berlin (West), Bundesrepublik Deutschland Toyota Series – 100.000 $ Sandplatz | Regina Maršíková               | Ivanna Madruga                    | 6:2, 6:1      |
| 18.05.  | German Open Berlin (West), Bundesrepublik Deutschland Toyota Series – 100.000 $ Sandplatz | Rosalyn Fairbank Tanya Harford | Sue Barker Renáta Tomanová        | 6:3, 6:4      |
| 25.05.  | French Open Paris, Frankreich Grand Slam 300.000 $ – Sandplatz                            | Hana Mandlíková                | Sylvia Hanika                     | 6:2, 6:4      |
| 25.05.  | French Open Paris, Frankreich Grand Slam 300.000 $ – Sandplatz                            | Rosalyn Fairbank Tanya Harford | Candy Reynolds Paula Smith        | 6:1, 6:3      |
| 25.05.  | French Open Paris, Frankreich Grand Slam 300.000 $ – Sandplatz                            | Andrea Jaeger Jimmy Arias      | Betty Stöve Fred McNair           | 7:6, 6:4      |

### Juni
| Datum 1 | Turnier                                                                        | Sieger(in)                      | Finalgegner(in)              | Ergebnis      |
| ------- | ------------------------------------------------------------------------------ | ------------------------------- | ---------------------------- | ------------- |
| 09.06.  | Surrey Championships Surbiton, Großbritannien Toyota Series – 50.000 $ Rasen   | Betsy Nagelsen                  | Barbara Hallquist            | 6:0, 6:4      |
| 09.06.  | Surrey Championships Surbiton, Großbritannien Toyota Series – 50.000 $ Rasen   | Sue Barker Ann Kiyomura         | Billie Jean King Ilana Kloss | 6:1, 6:7, 6:1 |
| 15.06.  | BMW Championships Eastbourne, Großbritannien Toyota Series – 125.000 $ Rasen   | Tracy Austin                    | Andrea Jaeger                | 6:3, 6:4      |
| 15.06.  | BMW Championships Eastbourne, Großbritannien Toyota Series – 125.000 $ Rasen   | Martina Navratilova Pam Shriver | Kathy Jordan Anne Smith      | 6:7, 6:2, 6:1 |
| 22.06.  | Wimbledon Championships Wimbledon, Großbritannien Grand Slam – 300.000 $ Rasen | Chris Evert-Lloyd               | Hana Mandlíková              | 6:2, 6:2      |
| 22.06.  | Wimbledon Championships Wimbledon, Großbritannien Grand Slam – 300.000 $ Rasen | Martina Navratilova Pam Shriver | Kathy Jordan Anne Smith      | 6:3, 7:6      |
| 22.06.  | Wimbledon Championships Wimbledon, Großbritannien Grand Slam – 300.000 $ Rasen | Betty Stöve Frew McMillan       | Tracy Austin John Austin     | 4:6, 7:6, 6:3 |

### Juli
| Datum 1 | Turnier                                                                            | Siegerin                       | Finalgegnerin                   | Ergebnis      |
| ------- | ---------------------------------------------------------------------------------- | ------------------------------ | ------------------------------- | ------------- |
| 13.07.  | Austrian Open Kitzbühel, Österreich Toyota Series – 50.000 $ Sandplatz             | Claudia Kohde-Kilsch           | Sylvia Hanika                   | 7:5, 7:6      |
| 13.07.  | Austrian Open Kitzbühel, Österreich Toyota Series – 50.000 $ Sandplatz             | Claudia Kohde-Kilsch Eva Pfaff | Elizabeth Little Yvonne Vermaak | 6:4, 6:3      |
| 27.07.  | Wells Fargo Open San Diego, Vereinigte Staaten Toyota Series – 125.000 $ Hartplatz | Tracy Austin                   | Pam Shriver                     | 6:2, 5:7, 6:2 |
| 27.07.  | Wells Fargo Open San Diego, Vereinigte Staaten Toyota Series – 125.000 $ Hartplatz | Kathy Jordan Candy Reynolds    | Rosie Casals Pam Shriver        | 6:1, 2:6, 6:4 |

### August
| Datum 1 | Turnier | Siegerin                        | Finalgegnerin              | Ergebnis      |
| ------- | --- | ------------------------------- | -------------------------- | ------------- |
| 03.08.  | U.S. Clay Court Championships Indianapolis, Vereinigte Staaten Toyota Series – 150.000 $ Sandplatz         | Andrea Jaeger                   | Virginia Ruzici            | 6:1, 6:0      |
| 03.08.  | U.S. Clay Court Championships Indianapolis, Vereinigte Staaten Toyota Series – 150.000 $ Sandplatz         | JoAnne Russell Virginia Ruzici  | Sue Barker Paula Smith     | 6:2, 6:2      |
| 10.08.  | Central Fidelity Bank International Richmond, Vereinigte Staaten Toyota Series – 100.000 $ Teppich (Halle) | Mary-Lou Piatek                 | Sue Barker                 | 6:4, 6:1      |
| 10.08.  | Central Fidelity Bank International Richmond, Vereinigte Staaten Toyota Series – 100.000 $ Teppich (Halle) | Sue Barker Ann Kiyomura         | Kathy Jordan Anne Smith    | 4:6, 6:7, 6:4 |
| 17.08.  | Player’s Canadian Open Toronto, Kanada Toyota Series – 200.000 $ Hartplatz                                 | Tracy Austin                    | Chris Evert-Lloyd          | 6:1, 6:4      |
| 17.08.  | Player’s Canadian Open Toronto, Kanada Toyota Series – 200.000 $ Hartplatz                                 | Martina Navratilova Pam Shriver | Candy Reynolds Anne Smith  | 7:6, 7:6      |
| 24.08.  | Volvo Tennis Cup Mahwah, Vereinigte Staaten Toyota Series – 100.000 $ Hartplatz                            | Hana Mandlíková                 | Pam Casale                 | 6:2, 6:2      |
| 24.08.  | Volvo Tennis Cup Mahwah, Vereinigte Staaten Toyota Series – 100.000 $ Hartplatz                            | Rosie Casals Wendy Turnbull     | Candy Reynolds Betty Stöve | 6:2, 6:1      |

### September
| Datum 1 | Turnier                                                                                        | Sieger(in)                      | Finalgegner(in)             | Ergebnis      |
| ------- | ---------------------------------------------------------------------------------------------- | ------------------------------- | --------------------------- | ------------- |
| 01.09.  | US Open New York, Vereinigte Staaten Grand Slam – 400.000 $ Hartplatz                          | Tracy Austin                    | Martina Navratilova         | 1:6, 7:6, 7:6 |
| 01.09.  | US Open New York, Vereinigte Staaten Grand Slam – 400.000 $ Hartplatz                          | Kathy Jordan Anne Smith         | Rosie Casals Wendy Turnbull | 6:3, 6:3      |
| 01.09.  | US Open New York, Vereinigte Staaten Grand Slam – 400.000 $ Hartplatz                          | Anne Smith Kevin Curren         | JoAnne Russell Steve Denton | 6:4, 7:6      |
| 14.09.  | Toray Sillook Open Tokio, Japan Toyota Series – 100.000 $ Hartplatz                            | Ann Kiyomura                    | Bettina Bunge               | 6:4, 7:5      |
| 21.09.  | Toyota Tennis Classic Atlanta, Vereinigte Staaten Toyota Series – 75.000 $ Teppich (Halle)     | Tracy Austin                    | Mary-Lou Piatek             | 4:6, 6:3, 6:3 |
| 21.09.  | Toyota Tennis Classic Atlanta, Vereinigte Staaten Toyota Series – 75.000 $ Teppich (Halle)     | Laura duPont Betsy Nagelsen     | Rosie Casals Candy Reynolds | 6:4, 7:5      |
| 28.09.  | Playtex U.S. Indoors Minneapolis, Vereinigte Staaten Toyota Series – 125.000 $ Teppich (Halle) | Martina Navratilova             | Tracy Austin                | 6:0, 6.2      |
| 28.09.  | Playtex U.S. Indoors Minneapolis, Vereinigte Staaten Toyota Series – 125.000 $ Teppich (Halle) | Martina Navratilova Pam Shriver | Rosie Casals Wendy Turnbull | 6:3, 7:6      |

### Oktober
| Datum 1 | Turnier | Siegerin                               | Finalgegnerin                       | Ergebnis      |
| ------- | --- | -------------------------------------- | ----------------------------------- | ------------- |
| 05.10.  | Florida Federal Open Tampa, Vereinigte Staaten Toyota Series – 125.000 $ Hartplatz                          | Martina Navratilova                    | Bettina Bunge                       | 5:7, 6:2, 6:0 |
| 05.10.  | Florida Federal Open Tampa, Vereinigte Staaten Toyota Series – 125.000 $ Hartplatz                          | Rosie Casals Wendy Turnbull            | Martina Navratilova Renáta Tomanová | 6:3, 6:4      |
| 12.10.  | Maybelline Classic Deerfield Beach, Vereinigte Staaten Toyota Series – 125.000 $ Hartplatz                  | Chris Evert-Lloyd                      | Andrea Jaeger                       | 4:6, 6:3, 6:0 |
| 12.10.  | Maybelline Classic Deerfield Beach, Vereinigte Staaten Toyota Series – 125.000 $ Hartplatz                  | Mary-Lou Piatek Wendy White            | Pam Shriver Paula Smith             | 6:1, 3:6, 7:5 |
| 12.10.  | Borden Classic Kyōto, Japan Toyota Series – 50.000 $ Hartplatz                                              | Kathy Rinaldi                          | Julie Harrington                    | 6:1, 7:5      |
| 12.10.  | Borden Classic Kyōto, Japan Toyota Series – 50.000 $ Hartplatz                                              | Marianne van der Torre Nanette Schutte | Elizabeth Sayers Kim Steinmetz      | 6:2, 6:4      |
| 19.10.  | Daihatsu Challenge Brighton, Großbritannien Toyota Series – 125.000 $ Teppich (Halle)                       | Sue Barker                             | Mima Jaušovec                       | 4:6, 6:1, 6:1 |
| 19.10.  | Daihatsu Challenge Brighton, Großbritannien Toyota Series – 125.000 $ Teppich (Halle)                       | Barbara Potter Anne Smith              | Mima Jaušovec Pam Shriver           | 6:7, 6:3, 6:4 |
| 19.10.  | Japan Open Tokio, Japan Toyota Series – 50.000 $ Teppich (Halle)                                            | Marie Pinterova                        | Pam Casale                          | 2:6, 6:4, 6:1 |
| 19.10.  | Japan Open Tokio, Japan Toyota Series – 50.000 $ Teppich (Halle)                                            | Claudia Monteiro Pat Medado            | Barbara Jordan Roberta McCallum     | 6:3, 3:6, 6:2 |
| 26.10.  | Porsche Tennis Grand Prix Filderstadt, Bundesrepublik Deutschland Toyota Series – 125.000 $ Teppich (Halle) | Tracy Austin                           | Martina Navratilova                 | 4:6, 6:3, 6:4 |
| 26.10.  | Porsche Tennis Grand Prix Filderstadt, Bundesrepublik Deutschland Toyota Series – 125.000 $ Teppich (Halle) | Mima Jaušovec Martina Navratilova      | Barbara Potter Anne Smith           | 6:4, 6:1      |

### November
| Datum 1 | Turnier                                                                                | Sieger(in)                      | Finalgegner(in)                 | Ergebnis      |
| ------- | -------------------------------------------------------------------------------------- | ------------------------------- | ------------------------------- | ------------- |
| 02.11.  | Seiko Classic Hongkong, Hongkong Toyota Series – 50.000 $ Sandplatz                    | Wendy Turnbull                  | Sabina Simmonds                 | 6:3, 6:4      |
| 02.11.  | Seiko Classic Hongkong, Hongkong Toyota Series – 50.000 $ Sandplatz                    | Ann Kiyomura Sharon Walsh       | Anne Hobbs Susan Leo            | 6:3, 6:4      |
| 09.11.  | Federation Cup Finale Tokio, Japan Sandplatz                                           | Vereinigte Staaten              | Vereinigtes Königreich          | 3:0           |
| 16.11.  | Lion’s Cup Tokio, Japan Non-Tour Event – 200.000 $ Teppich (Halle)                     | Martina Navratilova             | Chris Evert-Lloyd               | 6:3, 6:2      |
| 22.11.  | National Panasonic Open Perth, Australien Toyota Series – 125.000 $ Rasen              | Pam Shriver                     | Andrea Jaeger                   | 6:1, 7:6      |
| 22.11.  | National Panasonic Open Perth, Australien Toyota Series – 125.000 $ Rasen              | Barbara Potter Sharon Walsh     | Betsy Nagelsen Candy Reynolds   | 6:4, 6:2      |
| 23.11.  | Building Society NSW Open Sydney, Australien Toyota Series – 125.000 $ Rasen – 56E/32D | Chris Evert-Lloyd               | Martina Navratilova             | 6:4, 2:6, 6:1 |
| 23.11.  | Building Society NSW Open Sydney, Australien Toyota Series – 125.000 $ Rasen – 56E/32D | Martina Navratilova Pam Shriver | Kathy Jordan Anne Smith         | 6:7, 6:2, 6:4 |
| 30.11.  | Australian Open Melbourne, Australien Grand Slam – 200.000 $ Rasen                     | Martina Navratilova             | Chris Evert-Lloyd               | 6:7, 6:4, 7:5 |
| 30.11.  | Australian Open Melbourne, Australien Grand Slam – 200.000 $ Rasen                     | Kathy Jordan Anne Smith         | Martina Navratilova Pam Shriver | 6:2, 7:5      |

### Dezember
| Datum 1 | Turnier                                                                                   | Siegerin                        | Finalgegnerin               | Ergebnis      |
| ------- | ----------------------------------------------------------------------------------------- | ------------------------------- | --------------------------- | ------------- |
| 14.12.  | Toyota Series Championships East Rutherford, Vereinigte Staaten 250.000 $ Teppich (Halle) | Tracy Austin                    | Martina Navratilova         | 2:6, 6:4, 6:2 |
| 14.12.  | Toyota Series Championships East Rutherford, Vereinigte Staaten 250.000 $ Teppich (Halle) | Martina Navratilova Pam Shriver | Rosie Casals Wendy Turnbull | 6:3, 6:4      |